# ISC Kosmotras
International Space Company Kosmotras ou ISC Kosmotras (russe : ЗАО Международная космическая компания “Космотрас”) est une coentreprise fondée en 1997 par la Russie, l’Ukraine et le Kazakhstan. Elle a développé et exploite un système de lancement commercial à usage unique basé sur la fusée Dnepr, un missile SS-18 ICBM désarmé et reconverti. Les lancements de Dnepr sont effectués depuis le cosmodrome de Baïkonour et depuis la base de lancement de Yasny, située à Dombarovski, en Russie.
En février 2015, après une année de tensions liées à l’intervention militaire russe en Ukraine, la Russie a annoncé qu’elle mettrait fin à son « programme conjoint avec l’Ukraine pour le lancement des fusées Dnepr ». ISC Kosmotras a cependant déclaré qu’elle honorerait ses contrats de lancement restants. Sur les trois lancements prévus en 2015, un seul a été effectué. En 2016, la société ne semblait plus avoir de clients, rendant incertain son état opérationnel.
En mai 2017, ISC Kosmotras a formé une coentreprise avec Glavkosmos nommée GK Launch Services, destinée à proposer des lancements commerciaux groupés en utilisant le lanceur Soyouz-2,. L’entreprise a réalisé son premier lancement entièrement commercial le 22 mars 2021.

## Profil
Le siège principal de l’entreprise est situé à Moscou, en Russie.
Les membres du projet ISC Kosmotras et leurs rôles respectifs sont les suivants :
- Russie (détention de 90 % du capital) :
  - Corporation spatiale d’État Roscosmos — appui étatique et supervision, mise à disposition des installations et services au cosmodrome de Baïkonour ;
  - Ministère de la Défense de la Fédération de Russie — affectation des missiles SS-18 à convertir en lanceurs Dnepr-1, stockage des SS-18 et opérations standards de lancement Dnepr-1 ;
  - JSC ASKOND (Moscou) — entité principale pour la gestion du programme Dnepr ;
  - JSC Rosobschemash Corporation (Moscou) — coordination des programmes d’élimination des SS-18 ;
  - FSUE Bureau de conception de machines spéciales (Saint-Pétersbourg) — entité principale pour la maintenance du complexe de lancement et des installations de traitement ;
  - FSUE Institut central de recherche scientifique sur la construction mécanique (Moscou) — appui scientifique et technique du programme ;
  - FSUE Association scientifique et de production « IMPULSE » (Saint-Pétersbourg) — développement et modernisation des équipements de commande et de soutien au lancement ;
  - Entreprise d’État de Moscou pour les équipements électromécaniques — modification des instruments du système de contrôle du lanceur.

- Ukraine :
  - Agence spatiale nationale d'Ukraine — soutien étatique et supervision ;
  - Bureau d'études d'État Yuzhnoye — principal organisme de conception et de développement du lanceur et de l’ensemble de la fusée Dnepr ;
  - Entreprise d'État « Usine d'ingénierie mécanique Yuzhny » — entité principale de fabrication ;
  - Entreprise scientifique et de production KHARTRON-ARKOS (Kharkiv) — entité principale pour le système de contrôle du lanceur.

- Kazakhstan (détention de 10 % du capital) :
  - Comité aérospatial du ministère de l’Énergie et des Ressources minérales — soutien étatique et supervision ;
  - Compagnie nationale Kazakhstan Garysh Sapary — actionnaire pour la partie kazakhe ;
  - Entreprise d’État « INFRAKOS » (Baïkonour) — participation aux activités du programme Dnepr au cosmodrome de Baïkonour ;
    - Filiale « INFRAKOS-EKOS » (Almaty) — soutien écologique du programme.

En 2006, ISC Kosmotras a obtenu les certifications ISO 9000 et ISO 14000 par l’organisme de certification Bureau Veritas Quality International (BVQI). L’entreprise a reçu les certificats ISO 9001:2000 (systèmes de gestion de la qualité) et ISO 14001:2004 (systèmes de gestion environnementale).